# Porfirio Andrés Bautista García
Porfirio Andrés Bautista García es un político, abogado y productor agrícola de la República Dominicana. Fue presidente del Partido Revolucionario Moderno (PRM) del 2014 al 2018, y senador por la provincia de Espaillat de la República Dominicana durante cuatro períodos del 1994 al 2010. Andrés Bautista también se desempeñó como presidente del Senado de la República Dominicana en 2001-2003 y 2004-2006.Actualmente es ministro administrativo de la presidencia desde el 17 de julio de 2024 en el gobierno de Luis Abinader.

## Antecedentes
Andrés Bautista García nació y se crio en Moca (República Dominicana). Es hijo de Lucía García Bautista y Juan Andrés Avelino Bautista Ramos (también conocido como Don Chacho), empresario agrícola de la provincia de Espaillat. Sus hermanos son Wilfredo, Iluminada, Maritza, Juana y José. Andrés Bautista se graduó de Licenciado en derecho, de la Pontificia Universidad Católica Madre y Maestra en Santiago (República Dominicana) y recibió dos doctorados honorarios de las instituciones académicas de la Universidad Tecnológica de Santiago (UTESA) y la Universidad de Federico Henríquez y Carvajal (UFHEC).
En 1977 se casa con Nuris del Carmen Taveras y procrean tres hijos: Emmanuel, Susanna y Lawrence Bautista Taveras. Su hijo Enmmanuel Bautista fue diputado por la provincia de Espaillat en 2010 y actualmente es Presidente Provincial del Partido Revolucionario Moderno (PRM) en la Provincia Espaillat  y ocupa el cargo de Cónsul General de República Dominicana en Haití desde agosto de 2020.
su padre, Don Chacho, era hermano de Juan Eligio Bautista Ramos (MAMELLON), que fue candidato a síndico por la capital de la República Dominicana en la década de los 70 del siglo 20.

## Carrera en la industria agrícola
Andrés Bautista se inició como agrónomo en la Secretaría de Agricultura (hoy Ministerio de Agricultura de República Dominicana) y puso en marcha su primera granja avícola con la ayuda de su padre (Don Chacho) en la comunidad de Zanjón, Salcedo. Durante los últimos 50 años, la empresa se ha convertido en uno de los mayores productores de productos agrícolas del país. En 1973, Andrés Bautista fundó la Cooperativa Avícola Nacional, donde también se desempeñó como director general. Fue fundador y director de la Cooperativa Nacional de Productores Porcinos (COONAPROCE). También es miembro de varias organizaciones agrícolas, entre ellas la Asociación de Productores Agrícolas de la Provincia de Espaillat INC (APAPE), Productores Agrícolas Unidos (PRO-AUNI), Asociación para el Desarrollo de la Provincia de Espaillat (ADEPE) y la Junta de Agroempresarial Dominicana. (JAD).

## Política
Andrés Bautista representó a la provincia de Espaillat en el Senado de la República Dominicana durante cuatro mandatos, en 1994-1998, 1998-2002, 2002-2006 y 2006-2010. También se desempeñó como Presidente del Senado, Cámara Alta del Congreso de la República Dominicana, en los períodos 2001-2003 y 2005-2006.

### Caso Odebrecht
Según diversas fuentes, Andrés Bautista García estuvo involucrado en el Caso Odebrecht, una investigación del Ministerio Público dominicano de Odebrecht, actividad de una constructora brasileña relacionada con el soborno a los principales funcionarios del gobierno del país. Como señala la fuente, 14 personas fueron imputadas por soborno o blanqueo de capitales, entre ellas Andrés Bautista García, quien fue detenido en su despacho por el Equipo Swat de la Policía Nacional el 29 de mayo de 2017. Sin embargo, Andrés Bautista negó las acusaciones y alegó que los cargos en su contra fueron realizados por una "motivación política". En marzo de 2018, Andrés Bautista dejó su cargo como presidente del Partido Revolucionario Moderno.
Como señala el Listín Diario el 14 de octubre de 2021 el Tribunal Colegiado del Distrito Nacional de la República Dominicana, declaró libre a Andrés Bautista García de todos los cargos que le imputó el Ministerio Público, incluyendo soborno, falsedad, prevaricación, lavado de activos y enriquecimiento ilícito.
El tribunal, integrado por las magistradas Tanía Yunes, Giselle Méndez y Jisell Naranjo, determinó que los hechos por los que el Ministerio Público acusó a Bautista no existieron. El tribunal señaló que "Bautista no era el presidente del Senado en el momento en que se aprobaron los contratos a favor de la empresa de capital brasileña."
En relación con el caso, el 23 de septiembre de 2020, Bautista presentó una demanda contra el exprocurador general de la República, Jean Alain Rodríguez, por 500 millones de pesos por daños morales y materiales.

### Afiliaciones políticas
- Miembro del Consejo Nacional de la Magistratura

- Presidente de la Comisión Permanente de Industria y Comercio del Senado de la República Dominicana

- Presidente del Partido Revolucionario Dominicano en la Sala Capitular de Moca. 1982-1986

- Secretario de Organización del Partido Revolucionario Dominicano en Moca, provincia de Espaillat

- Presidente del Comité Provincial del Partido Revolucionario Dominicano de 1991 a la fecha[4]